# SP-42
A SP-42 é uma rodovia radial do estado de São Paulo, administrada pelo Departamento de Estradas de Rodagem do Estado de São Paulo (DER-SP).

## Denominações
Recebe as seguintes denominações em seu trajeto:
Nome:	Júlio da Silva, Vereador	
- De - até:	SP-50 - São Bento do Sapucaí - Divisa de Minas Gerais
- Legislação: LEI 5.616 DE 23/04/87

## Descrição
| Km  | Município               | Região geográfica imediata |
| 149 | Santo Antônio do Pinhal | Taubaté-Pindamonhangaba    |
| 161 | São Bento do Sapucaí    | Taubaté-Pindamonhangaba    |

## Características

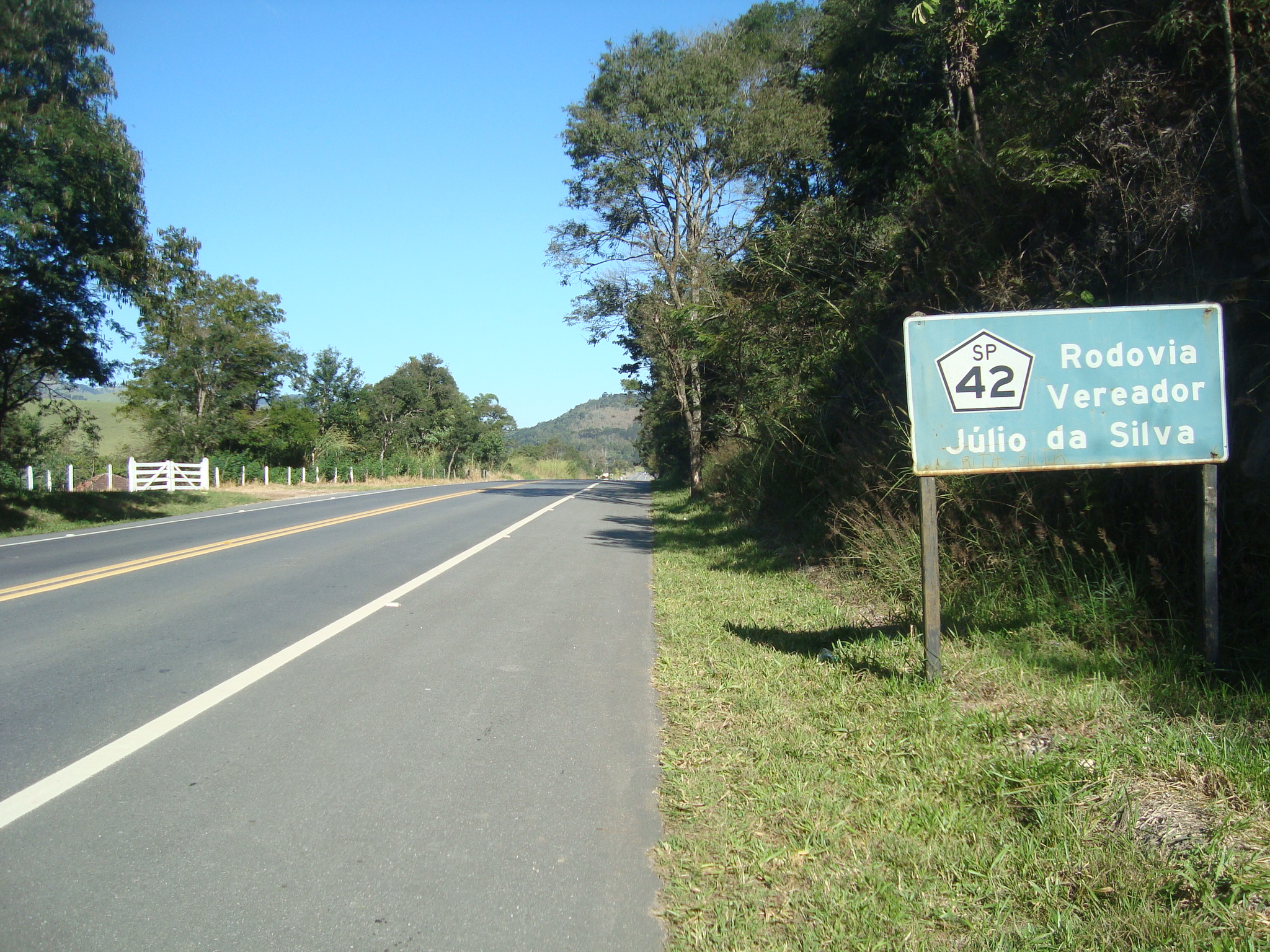
Trecho da SP-42 em São Bento do Sapucaí.

### Extensão
- Km Inicial: 149,500
- Km Final: 169,520

### Localidades atendidas
- Santo Antônio do Pinhal
- São Bento do Sapucaí